# Hugh Everett III
Hugh Everett III   (Washington DC, 11 de novembre de 1930 - McLean, 19 de juliol de 1982) va ser un físic i matemàtic estatunidenc, reconegut internacionalment per la seva hipòtesi dels molts mons en física, també anomenada «interpretació d'Everett». També va desenvolupar una generalització del mètode dels multiplicadors de Lagrange que permetia optimitzar funcions, fins i tot discretes (és a dir, sense gradient) sota restriccions, reduint-les a una seqüència convergent d'optimitzacions sense restriccions. El fill de Hugh Everett III és el músic Mark Oliver Everett.